# Wiener Backhendl
Wiener Backhendl é um prato da cozinha austríaca, mais exatamente da cidade de Viena, significando "frangos à vienense".
Os frangos novos têm de ser bem fritos em abundante gordura quente. Em Viena, segundo uma velha tradição, emprega-se banha de porco. Quando o último quarto de frango fica pronto, mete-se um raminho de salsa na frigideira, só o tempo de fritar sem perder a cor. Os frangos são guarnecidos com a salsa frita e limão cortado aos gomos. Os Wiener Backhendl são servidos com salada de batata ou alface.